# Compus organosulfurat

Legătura covalentă carbon-sulf

Compușii organosulfurați (sau organosulfurici) sunt compuși organici care conțin sulf. Mulți compuși de acest tip prezintă un miros neplăcut, însă unii derivați sulfurați sunt și printre cei mai dulci compuși cunoscuți (de exemplu, zaharină). Legăturile carbon-sulf sunt foarte răspândite în natură, iar din cei 20 de aminoacizi] comuni, doi (cisteină și metionină) sunt derivați sulfurați. Utilitatea compușilor organosulfurați este variată; de exemplu, multe antibiotice sunt din această clasă (peniciline și sulfamide), dar sunt și compuși toxici (iperita).

## Clasificare
| Clasă            | Clasă                    | Clasă            | Reprezentanți       | Reprezentanți                |
| Formulă generală | Grupă funcțională        | Număr de oxidare | Formulă structurală | Denumire                     |
| ---------------- | ------------------------ | ---------------- | ------------------- | ---------------------------- |
| R–SH             | Tiol                     | −II              |                     | Etantiol                     |
| Ar–SH            | Tiofenoli                | −II              |                     | Tiofenol                     |
| R–S–R'           | Tioeter                  | −II              |                     | Etilmetiltioeter             |
| R–S–S–R'         | Disulfură                | −I               |                     | 4,4′-Dinitrodifenildisulfură |
| R–SO–OH          | Acid sulfinic            | +II              |                     | Acid etansulfinic            |
| R–SOO–OH         | Acid sulfonic            | +IV              |                     | Acid propansulfonic          |
| R–SOO–X          | Derivat de acid sulfonic | +IV              |                     | Clorură de fenilsulfonil     |
| R–SO–R'          | Sulfoxid                 | 0                |                     | Dimetilsulfoxid              |
| R–SOO–R'         | Sulfonă                  | +II              |                     | Dietilsulfonă                |
| R–S–OH           | Acid sulfenic            | 0                |                     | Acid etansulfenic            |
| R–O–SO3H         | Sulfat de alchil         | +VI              |                     | Sulfat de etil               |
| R–O–SO2–O–R'     | Sulfat de dialchil       | +VI              |                     | Dimetilsulfat                |
| R2N–CS–NR'2      | Tiocarbamide             | -II              |                     | Tiouree                      |